# Chavannes-sur-Suran
Pour les articles homonymes, voir Chavannes et Suran.
Chavannes-sur-Suran est une ancienne commune française située dans le département de l'Ain et la région Auvergne-Rhône-Alpes.
Du 1er janvier 2017 au 31 décembre 2022, Chavannes-sur-Suran est une commune déléguée au sein de la commune nouvelle de Nivigne-et-Suran avec Germagnat,. Le chef-lieu de la commune nouvelle est fixé sur l'ancienne commune.

## Géographie
Chavannes-sur-Suran se situe dans le Revermont. 
La commune est composée d'un village et de plusieurs hameaux : Dhuys et Lapeyrouse au Sud, Rosy, Ceillat, Corcelles, Chavuissiat-le-Petit et Chavuissiat-le-Grand au Nord. 
Chavannes-sur-Suran se situe à 20 km au nord-est de Bourg-en-Bresse, à 50 km au sud de Lons-le-Saunier.
Le Suran traverse la commune.

### Communes limitrophes
| Val Suran (Jura) | Pouillat            | Germagnat (Nivigne et Suran) |
| Val-Revermont    | Chavannes-sur-Suran | Corveissiat                  |
|                  | Simandre-sur-Suran  |                              |

## Histoire
Chavannes fait partie des possessions de l'abbaye de Saint-Oyen au IXe siècle.
Chavannes est au Moyen Âge une ville fortifiée appartenant à la Franche-Comté. À partir du XIIIe siècle, elle relève du prieuré de Nantua, puis au XVIe siècle, elle fait partie de la seigneurie de Rosy, dont le château existe encore.
Au XVe siècle, Chavannes est au centre de toutes les attentions du fait de son emplacement géographique propice, puisque la paroisse marque la frontière entre, au nord la Franche-Comté dont elle fait alors partie (appelée le comté de Bourgogne, et traditionnellement considérée comme terre d'Empire), à l'ouest le duché de Bourgogne (traditionnellement considéré comme faisant partie du royaume de France) et au sud le royaume de France.
Les Espagnols tiennent garnison jusqu’en 1674 dans son château, dont on voit encore quelques ruines des tours et des murailles.
Jean-Baptiste Royer, curé de Chavannes, est envoyé aux États généraux de 1789 comme député suppléant par le clergé comtois du Bailliage d'Aval. En 1790, Chavannes est séparée de la Comté et devient une commune rattachée au département de l'Ain.
Durant la Seconde Guerre mondiale, Chavannes comportait un faible mais très efficace réseau de résistants.
Le 1er janvier 2017, la commune s'unit avec Germagnat pour former la commune nouvelle de Nivigne-et-Suran, dont elle constitue une commune déléguée. Le 31 décembre 2022, les communes déléguées sont supprimées.

## Toponymie

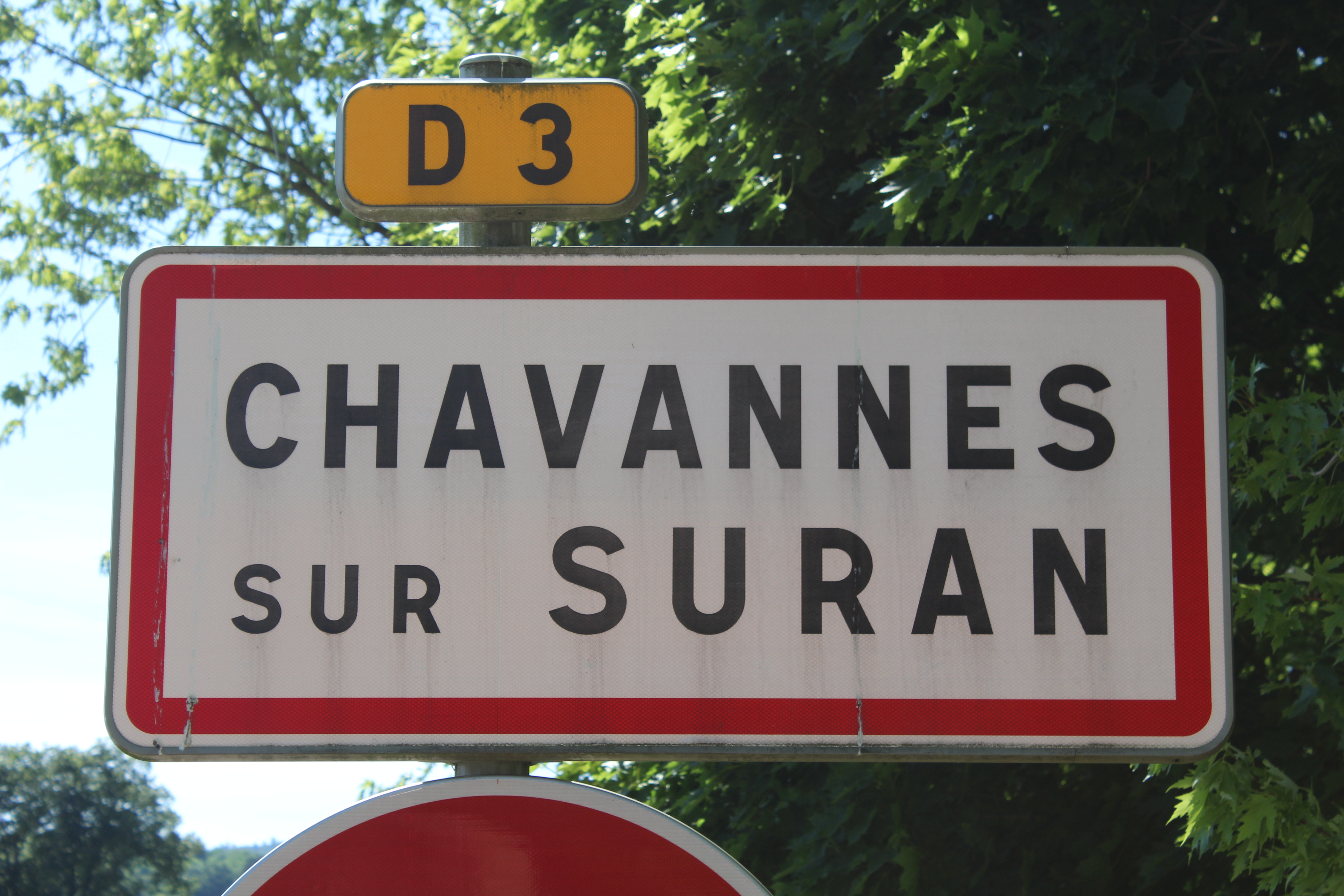
Panneau d'entrée.

Le nom de Chavannes-sur-Suran est la combinaison de Chavannes et Suran, rivière qui traverse le territoire communal. 
Origine : De Chavannis en 1131, Ecclesia de Cavannis en 1184, De Chabanis en 1374, De Chabanis supra Suranum en 1468.

## Politique et administration
| Période                                  | Période | Identité             | Étiquette | Qualité     |
| ---------------------------------------- | ------- | -------------------- | --------- | ----------- |
| 1953                                     | 1965    | André Chambon        |           |             |
| 1965                                     | 1971    | Marcel Barbier       |           |             |
| 1971                                     | 1989    | René Péchet          |           |             |
| 1989                                     | 1995    | Max Varéon           |           |             |
| 1995                                     | 2008    | Monique Bertrand     |           |             |
| 2008                                     | 2014    | Bernard Prin         |           |             |
| 2014                                     | 2017    | Jean-Jacques Laurent | SE        | Retraité    |
| 2017                                     | 2022    | Bernard Prin         |           | Agriculteur |
| Les données manquantes sont à compléter. |         |                      |           |             |

| Période | Période | Identité             | Étiquette | Qualité |
| ------- | ------- | -------------------- | --------- | ------- |
| 2017    |         | Jean-Jacques Laurent |           |         |

## Démographie
L'évolution du nombre d'habitants est connue à travers les recensements de la population effectués dans la commune depuis 1793. Pour les communes de moins de 10 000 habitants, une enquête de recensement portant sur toute la population est réalisée tous les cinq ans, les populations de référence des années intermédiaires étant quant à elles estimées par interpolation ou extrapolation. Pour la commune, le premier recensement exhaustif entrant dans le cadre du nouveau dispositif a été réalisé en 2006.
En 2018, la commune comptait 673 habitants, en évolution de +5,49 % par rapport à 2012 (Ain : +5,15 %, France hors Mayotte : +2,11 %).
| 1793  | 1800  | 1806  | 1821  | 1831  | 1836  | 1841  | 1846  | 1851  |
| ----- | ----- | ----- | ----- | ----- | ----- | ----- | ----- | ----- |
| 1 196 | 1 275 | 1 063 | 1 232 | 1 259 | 1 094 | 1 217 | 1 061 | 1 133 |

| 1856  | 1861  | 1866  | 1872  | 1876 | 1881 | 1886 | 1891 | 1896 |
| ----- | ----- | ----- | ----- | ---- | ---- | ---- | ---- | ---- |
| 1 159 | 1 049 | 1 102 | 1 011 | 956  | 985  | 960  | 930  | 915  |

| 1901 | 1906 | 1911 | 1921 | 1926 | 1931 | 1936 | 1946 | 1954 |
| ---- | ---- | ---- | ---- | ---- | ---- | ---- | ---- | ---- |
| 978  | 915  | 780  | 610  | 612  | 581  | 530  | 522  | 484  |

| 1962 | 1968 | 1975 | 1982 | 1990 | 1999 | 2006 | 2011 | 2016 |
| ---- | ---- | ---- | ---- | ---- | ---- | ---- | ---- | ---- |
| 440  | 386  | 336  | 393  | 419  | 485  | 617  | 638  | 663  |

| 2018 | - | - | - | - | - | - | - | - |
| ---- | - | - | - | - | - | - | - | - |
| 673  | - | - | - | - | - | - | - | - |

## Économie
La principale activité locale est l'agriculture, particulièrement l'élevage bovin (production laitière) et la culture du maïs. Une usine de plastique, la ROVIP est également implantée sur la commune. La commune fait partie de l'aire géographique de production du comté. La fromagerie a fermé il y a quelques années et ses locaux ont été transformés en salle des fêtes.
On trouve également à Chavannes un camping, un stade de football, une boulangerie, une épicerie, un bureau de tabac, un salon de coiffure et une médiathèque.

## Culture locale et patrimoine

### Lieux et monuments

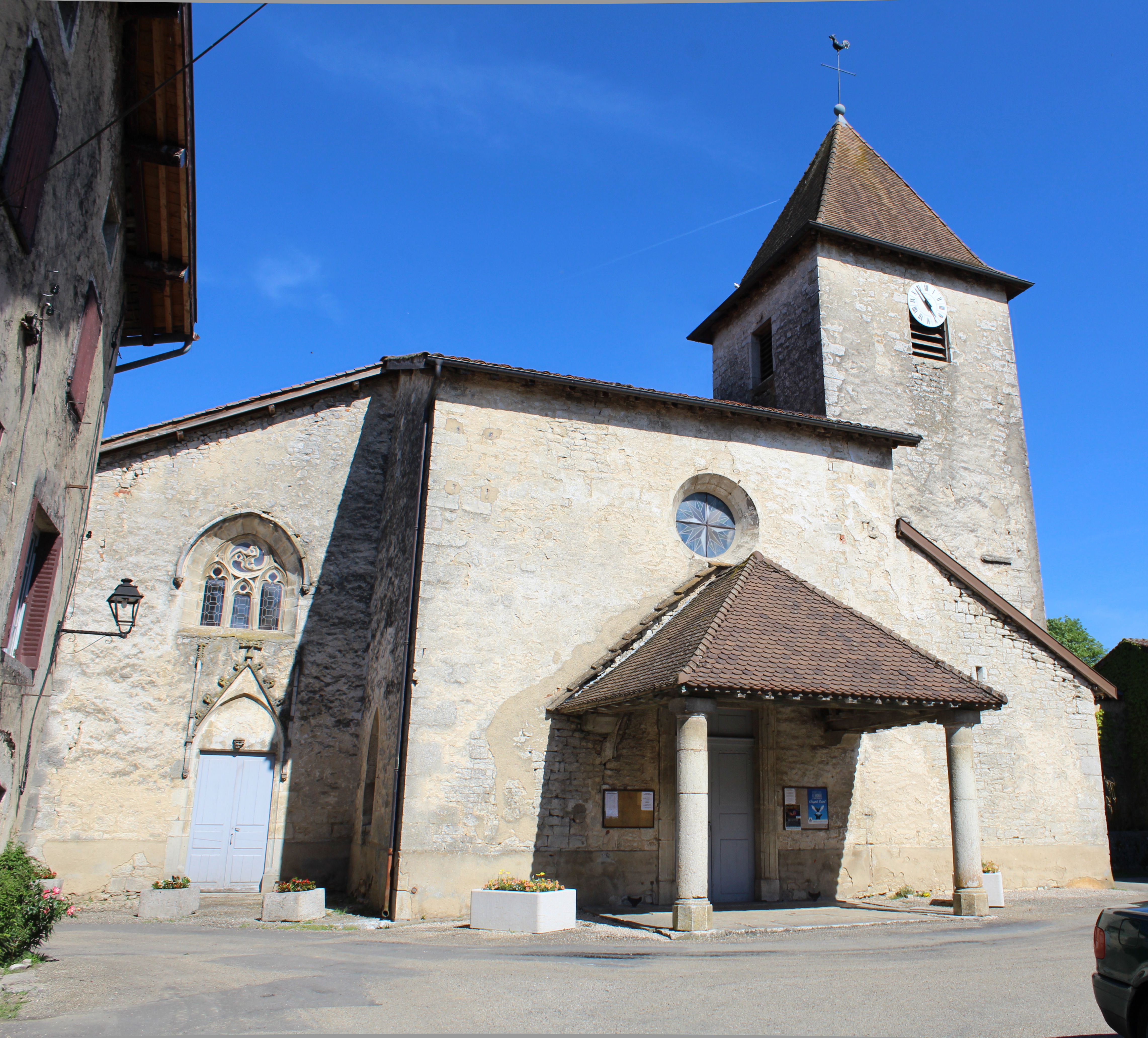
Église Saint-Pierre.

- Le château de Rosy - Monument du XVIe siècle (occupé aujourd'hui par la Fédération des chasseurs de l'Ain, privé).
- La grotte à l'ours - Elle se situe sur le signal de Nivigne (~700m alt). On raconte qu'un ours se serait réfugié dans cette caverne, il y a quelques années.
- Le Gour(d) est un trou ressemblant à l'impact d'un obus. En réalité, il a été creusé par l'eau qui le remplit dès qu'il pleut beaucoup. Il se situe entre Dhuys et le Bois du Clapay.
- L'église gothique, appelée église Saint Pierre, fait l’objet d’une inscription au titre des monuments historiques depuis le 22 juin 1946[10].
- Une maison du XVIe siècle fait l’objet d’une inscription au titre des monuments historiques depuis le 21 juillet 1947[11].

### Espaces verts et fleurissement
En 2014, la commune obtient le niveau « trois fleurs » au concours des villes et villages fleuris.

### Personnalités liées à la commune
- Victor Laks, artiste peintre.
- Aimé Cotton, physicien connu pour ses recherches en optique et magnétisme auxquelles son nom est resté attaché, président de l'Académie des sciences en 1938.
- Eugénie Cotton, sa femme, physicienne, militante pour la paix et les droits des femmes avec des associations proches des communistes.
- Marcel Rosette, médaillé de la Résistance.
- Jean Millet, pionnier des maquis de l'Ain.